# Indolaophonte gemmarum
Indolaophonte gemmarum is een eenoogkreeftjessoort uit de familie van de Laophontidae. De wetenschappelijke naam van de soort is voor het eerst geldig gepubliceerd in 1988 door Cottarelli & Pucceti.